# جون هاريس (سياسي أسترالي)
جون هاريس (بالإنجليزية: John Harris)‏ هو حدّاد وسياسي أسترالي، ولد في 3 ديسمبر 1890 في أستراليا، وتوفي في 5 أكتوبر 1974 في برث في أستراليا. حزبياً، نشط في حزب العمال الأسترالي. وقد انتخب عضو مجلس الشيوخ الأسترالي ‏ عن دائرة أستراليا الغربية (1 يوليو 1953 – 30 يونيو 1959) وانتخب عضو مجلس الشيوخ الأسترالي ‏ عن دائرة أستراليا الغربية (1 يوليو 1947 – 28 أبريل 1951).